# Ховард, Генри (архитектор)
Генри Ховард (англ. Henry Howard, 8 февраля 1818, Корк, Манстер — 25 ноября 1884, Новый Орлеан, Луизиана) — американский архитектор-классицист ирландского происхождения, работавший в Луизиане.

## Биография
Генри Ховард родился в городе Корк — втором по величине городе в Ирландии. В 1836 году он переезжает в США и сначала живёт в Нью-Йорке. Через год Ховард перебирается к своему брату в Новый Орлеан, штат Луизиана, где сначала работает плотником и строителем, а затем занимается проектированием и строительством различных зданий. Здесь же он женился на мисс Ричардс из Нью-Йорка, которая родила ему одиннадцать детей. В 1861—1865 годах, во время Гражданской войны в США Генри Ховард присоединяется к военно-морскому флоту Конфедеративных Штатов
и работает на военно-морском металлургическом заводе в Колумбусе, штат Джорджия.
После войны Генри Ховард возвращается к строительной деятельности. Генри Ховард умер от паралича 25 ноября 1884 года и похоронен на Кладбище Метэри в Новом Орлеане.

## Построенные объекты
Первой крупной работой Генри Ховарда является Madewood Plantation House, также известный как Madewood — это бывший дом с плантацией сахарного тростника на Байу-Лафурш, недалеко от Наполеонвилля, штат Луизиана. Дом расположен на северном берегу Байу-Лафурш, на ухоженной территории, отделенной от залива, примерно в двух милях к востоку от Наполеонвилля на шоссе 308 в Луизиане. Это двухэтажное каменное здание с массивными кирпичными стенами, отделанными штукатуркой, напоминающей каменные блоки. Его пятипролетный фасад обрамлен фасадом храма греческого возрождения с шестью колоннами, который имеет ионические колонны, поднимающиеся к широкому антаблементу, и полностью фронтонный фронтон с полукруглыми жалюзи в центре. Галерея второго уровня украшена ажурной резной балюстрадой. Главный блок обрамлен справа прямоугольным эллипсом, а слева — L-образным, который выходит за пределы задней части основного блока. В интерьере использованы высококачественные изделия из дерева, в основном из кипариса, некоторые из которых окрашены в цвета других материалов, таких как мрамор, дуб и другие экзотические породы дерева. Дом построен в 1848 году и имеет архитектурное значение как один из лучших плантационных домов эпохи греческого возрождения на юге Америки.
1859 год — Дом Nottoway Plantation — Дом Плантации Ноттуэй, расположенный также в штате Луизиана, США. Дом представляет собой особняк в стиле греческого возрождения с элементами итальянского стиля, построенный рабами для Джона Хэмпдена Рэндольфа, и является крупнейшим сохранившимся довоенным домом на плантациях на юге США.
Генри Ховарду спроектировал этот величественный трехэтажный деревянный каркасный дом с одноэтажным кирпичным основанием, покрытым штукатуркой, на бетонном фундаменте, лицом на восток, в сторону реки Миссисипи. Входной фасад асимметрично уравновешен выступающим крылом спальни с левой стороны и большим изогнутым заливом с галереями справа. Основная пятипролетная конструкция с центральным выступающим портиком подчеркивает высоту, а не ширину, при этом основные жилые помещения на втором и третьем этажах имеют высоту 4,7 м над одноэтажным подвалом. Галереи украшены железными перилами, изготовленными на заказ в Новом Орлеане, и увенчаными лепными деревянными поручнями. На второй этаж поднимаются двойные изогнутые гранитные лестницы, установленные знаменитым каменщиком Ньютоном Ричардсом. Эти ступени были построены так, что левая сторона предназначалась для женщин, а правая — для мужчин. Ступеньки для мужчин также можно определить по скребку для ботинок внизу. Отдельные лестницы были устроены так, чтобы мужчины не видели женских лодыжек под юбками во время подъёма, что в то время считалось серьёзным нарушением общественного этикета. Близкое расположение и угловатость 22 квадратных колонн галереи и их удлиненные капители также подчеркивают вертикальность дома. Над капителями расположены небольшие кронштейны, чтобы нести высокий антаблемент, поддерживающий выступающий карниз, почти закрывающий шатровую крышу, пронизанную шестью дымовыми трубами.
Среди спроектированных Генри Ховардом, плантационных особняков и таунхаусовних известны также: плантации Belle Alliance — 1859 год, Indian Camp Plantation — 1859 год, Belmont Plantation в округе Сент-Джеймс и Edgewood — 1859 год штат Миссисипи, Белль-Гроув, Ибервильский приход в Луизиане, Дом Плантации Уайт-Холл, приход Пуэнт-Купи и многие другие, такие например, как здание суда Кэрроллтона в Новом Орлеане (Кэрроллтон Корт Хаус). Построенное в 1855 году — историческое здание в районе Кэрроллтон в Новом Орлеане, штат Луизиана, США, первоначально служило зданием суда, а теперь в нём располагается государственная школа.
В течение своей архитектурной карьеры Генри Ховардом спроектировано и построено более 280 зданий, многие из которых являются историко-архитектурными достопримечательностями и представляют художественную и культурную ценность.